# 1875

## Esdeveniments
Països Catalans
- 22 d'abril: Acció de Breda, dins el marc de la Tercera Guerra Carlina.
- 10 de novembre, Ciutadella (Menorca): S'inaugura el Teatre des Born.[1]
- Miquel Costa i Llobera escriu Lo pi de Formentor, el seu poema més conegut.

Resta del món
- 3 de març: S'estrena Carmen, de Georges Bizet, al Teatre Nacional de l'Opéra-Comique de París.[2]
- 23 de març: El vaixell de la Marina Reial Britànica HMS Challenger descobreix l'actual punt més profund de la Terra, la fossa Challenger.
- 7 de maig, Sant Petersburg (Imperi Rus): Signatura del Tractat de Sant Petersburg (樺太・千島交換条約, Karafuto-Chishima Kōkan Jōyaku) (rus:Петербургский договор), entre l'Imperi del Japó i l'Imperi de Rússia.[3]
- 26 d'agost, la Seu d'Urgell: Els carlins hi són derrotats; acaba així la Tercera Guerra Carlina.
- Els Royal Engineers Association Football Club, guanyen la Copa anglesa de futbol.
- El 28 d'octubre: El rei Alfons XII d'Espanya dona el títol de ciutat a Figueres per la seva heroica defensa contra els carlins.

## Naixements
Països Catalans
- 5 de febrer - Ricard Viñes i Roda, pianista i compositor català (m. 1943).
- 10 de febrer - Barcelona: Maria Lluïsa Ponsa, compositora, pianista i escriptora catalana (m. 1919).[4]
- 12 de març - Sant Feliu de Guíxols (Baix Empordà): Juli Garreta i Arboix, compositor de sardanes.
- 15 de juliol - València, l'Horta: Joaquim Dualde i Gómez, advocat i polític valencià, ministre d'Instrucció Pública i Belles Arts (1934-1935) durant la Segona República Espanyola (m. 1963).
- 7 de setembre, Sagunt (Camp de Morvedre): Francesc Mora i Berenguer, arquitecte valencià (m. 1961).
- 25 de desembre - València: Manuel Benedito Vives, pintor valencià, perpetuador de l'escola valenciana del segle xix (m. 1963).
- 29 de desembre - València: Francesc Almarche i Vázquez, historiador valencià (m. 1927).
- Sant Feliu de Guixols: Josepa Pallí Paradeda, vescomtessa.

Resta del món
- 9 de gener, 
  - Montevideo: Julio Herrera y Reissig, poeta uruguaià (m. 1910).
  - Nova York: Gertrude Vanderbilt Whitney, escultora i filantropa nord-americana (m.1942).[5]
- 14 de gener, Kaysersberg: Albert Schweitzer, teòleg, filòsof, musicòleg i metge missioner alemany, premi Nobel de la Pau (m. 1965).
- 22 de gener, Uppsala, Suècia: Astrid Cleve, botànica, geòloga i química sueca (m. 1968).[6]
- 2 de febrer - Viena, Àustria: Fritz Kreisler, violinista i compositor austríac (m. 1962).
- 10 de febrer - Salern, Itàlia: Elvira Notari, directora de cinema i primera dona cineasta d'Itàlia.[7] (m. 1946)
- 20 de febrer - Orlhac (Alvèrnia): Marie Marvingt, atleta, esportista, alpinista, pilot i periodista francesa (m. 1963).[8]
- 4 de març: Mihály Károlyi, primer ministre d'Hongria (m. 1955).[9]
- 7 de març, Ziburu, Iparralde: Maurice Ravel, compositor francès (m. 1937).[10]
- 22 de març: Charles John Tolman, compositor estatunidenc.
- 26 de març: Syngman Rhee, president de Corea del Sud (m. 1965).[11]
- 27 de març, 
  - Annecy, França: Cécile Vogt, neuròloga, contribuí a la recerca sobre el tàlem cerebral (m. 1962).[12]
  - Stuttgart: Alexander Eisenmann, músic alemany.
- 5 d'abril, Enghien-les-Bains, França: Mistinguett, cantant, actriu i vedet francesa.[13]
- 8 d'abril, Brussel·les, Bèlgica: Albert I de Bèlgica, rei de Bèlgica (m. 1934).
- 18 d'abril, (Haeju (ara a Corea del Nord): Syngman Rhee o bé Yi Seung-man,president del Govern Provisional de la República de Corea, a l'exili (1919-1925), i també el primer de la República de Corea o Corea del Sud (1948-1960)(m. 1965).[14]
- 29 d'abril, Adelaida, Austràlia Meridional: Margaret Preston, pintora modernista i gravadora australiana (m. 1963).[15]
- 8 de maig, Aken, Saxònia-Anhalt, Alemanya: Emilie Winkelmann, primera arquitecta alemanya.[16]
- 13 de maig, Estepona, Espanya: María Espinosa de los Monteros, activista, feminista i política.[17]
- 22 de maig, Atlanta, Geòrgiaː Lucy May Stanton, pintora estatunidenca (m. 1931).[18]
- 6 de juny - Lübeck, Alemanya: Thomas Mann, novel·lista alemany, Premi Nobel de Literatura 1929 (m. 1955).[19]
- 9 de juny, Londres: Henry Hallett Dale, fisiòleg britànic, Premi Nobel de Fisiologia o Medicina (m. 1968).
- 28 de juny - Beauvais, França: Henri Léon Lebesgue, matemàtic francès que va fer una gran treball en la teoria d'integrals (m. 1941).[20]
- 13 de juliol - Montevideo: María Eugenia Vaz Ferreira, poeta uruguaiana.[21]
- 15 de juliol: Adolfo Díaz Recinos, president de Nicaragua (m. 1964).[22]
- 26 de juliol
  - Suïssa: Carl Gustav Jung, psiquiatre suís (m. 1961).
  - Sevilla, Espanya: Antonio Machado, poeta espanyol de la Generació del 98 (m. 1939).[23]
- 9 d'agost: Artur Bernardes, president del Brasil (m.1955).
- 14 d'agost: Eusebio Ayala, president del Paraguai (m. 1942)[24]
- 1 de setembre - Chicago, Estats Units d'Amèrica: Edgar Rice Burroughs, escriptor de gènere fantàstic, creador del personatge Tarzan (m. 1950).[25]
- 3 de setembre - Maffersdorf, Bohèmia, aleshores part de l'Imperi Austrohongarès: Ferdinand Porsche, enginyer austríac fundador i creador de l'oficina de projectes automobilística alemanya Porsche (m. 1951).[26]
- 29 de setembre, Groenlàndia, Dinamarca: Henrik Lund, pintor, poeta, compositor i capellà.
- 8 de novembre, Minhou, Fujian (Xina): Qiu Jin, escriptora xinesa (m. 1907)[27]
- 9 de novembre, Morcens (Landes)ː Cora Laparcerie, artista, poeta i directora teatral francesa (m. 1951).[28]
- 4 de desembre - Praga (Imperi Austrohongarès): Rainer Maria Rilke, escriptor austríac (m. 1926).
- 8 de desembre - Gant, Bèlgica: Jeanne (Jenny) Montigny, pintora belga (m. 1937).[29]
  - Bagdad: Maruf al-Rusafi, poeta iraquià.
  - Kastamonu: Ahmed Shukri Bey, polític turc.
- 22 de novembre, Londres: Hermann Finck (anglès), compositor
- 9 de juny - Calhoun, Michigan: Lena Sadler, metgessa, cirurgiana i obstetra, líder en temes sobre la salut de la dona (m. 1939).[30]

## Necrològiques
Països Catalans
- 24 de març - Figueres, Alt Empordà: Pep Ventura, compositor de sardanes (58 anys).[31]
- 27 de març - Barcelona: Francesc Xavier Parcerisa i Boada, dibuixant, pintor i litògraf romàntic català.
- 2 d'abril - Vic: Francesc Coll i Guitart, fundador de la Congregació de les Dominiques de l'Anunciata de la Beata Verge Maria (n. 1812).
- 5 d'octubre - Sabadell: Feliu Llonch i Mates, industrial tèxtil català.

Resta del món
- 25 de febrer - Londres, Anglaterra): Charles Lyell, científic i geòleg escocès (77 anys).
- 12 de març - Karlovac, Croàcia: Dragojla Jarnević, educadora i escriptora, una de les fundadores de la prosa croata (n. 1812).[32]
- 30 de març - Saint-Josse-ten-Noode, Bèlgica: Marie-Félicité Moke Pleyel, pianista belga (n. 1811).[33]
- 4 d'abril - Stuttgart: Karl Mauch, geòleg i explorador alemany que va explorar el sud del continent africà (n. 1837).[34]
- 3 de juny - Bougival, França: Alexandre César Léopold Bizet conegut com a Georges Bizet, compositor francès (n. 1838).[35]
- 5 de juliol, Estocolm, Suècia: Maria Röhl, pintora retratista sueca (n. 1801).[36]
- 31 de juliol, Elisabethton, Tennessee, EUA): Andrew Johnson, sastre, 17è president dels Estats Units (66 anys).[37]
- 4 d'agost - Copenhaguen, Dinamarca: Hans Christian Andersen, escriptor danès (n. 1805).[38]
- 15 de setembre - Parísː Louise Farrenc, compositora, pianista i professora francesa (n. 1804).[39]
- 10 de desembre - Jinkō-in, Japó: Ōtagaki Rengetsu, monja budista japonesa, poeta, ceramista, pintora i experta cal·lígrafa.[40]
- 27 de desembre - Pàdua: Francesco Miniscalchi-Erizzo, polític italià.
- Louise Madeleine Denau, cantant francesa.